# 哈特威克鎮區 (密歇根州)
哈特威克鎮區（英語：Hartwick Township）是位於美國密歇根州奧西歐拉縣的一個行政鎮區。

## 地方資料
哈特威克鎮區的面積為91.80平方千米，當中陸地面積為90.60平方千米，而水域面積為1.20平方千米。根據2020年美國人口普查的數據，當地共有人口591人，而人口密度為每平方千米6.44人。